# NGC 450/UGC 807
NGC 450/UGC 807 ist ein optisches Paar zweier sich überlagernder Spiralgalaxien im Sternbild Walfisch. Die Zentren der beiden Galaxien sind nur durch etwa 80″ voneinander getrennt. Die Galaxie NGC 450 weist eine Winkelausdehnung von etwas mehr als 3′ auf. Sie ist der Milchstraße mit einer Entfernung von etwa 82 Millionen Lichtjahre deutlich näher als die etwas nordöstlicher gelegene Galaxie UGC 807 (ca. 500 Mio. Lj.). Die Überlappung der beiden Galaxien ermöglicht es, die Menge an Staub in der äußeren Scheibe der Vordergrund-Galaxie NGC 450 abzuschätzen.
Der Auffassung, dass sich die Galaxien in weit unterschiedlichen Entfernungen befinden, widersprachen Moles et al. in einer 1994 veröffentlichten Untersuchung, in der die Autoren den Schluss ziehen, dass deutliche Anzeichen für eine gravitative Interaktion der beiden Objekte vorlägen. Gegen dieses Resultat sprechen allerdings unter anderem die Analyse der Rotationskurven der Galaxien (Rubin und Ford, 1983) sowie ihre deutlich divergierenden Rotverschiebungen.
Dies erste Beschreibung des Objekts geht auf Friedrich Wilhelm Herschel zurück, der es am 1. Oktober 1785 als sehr lichtschwachen Nebel beobachtete.

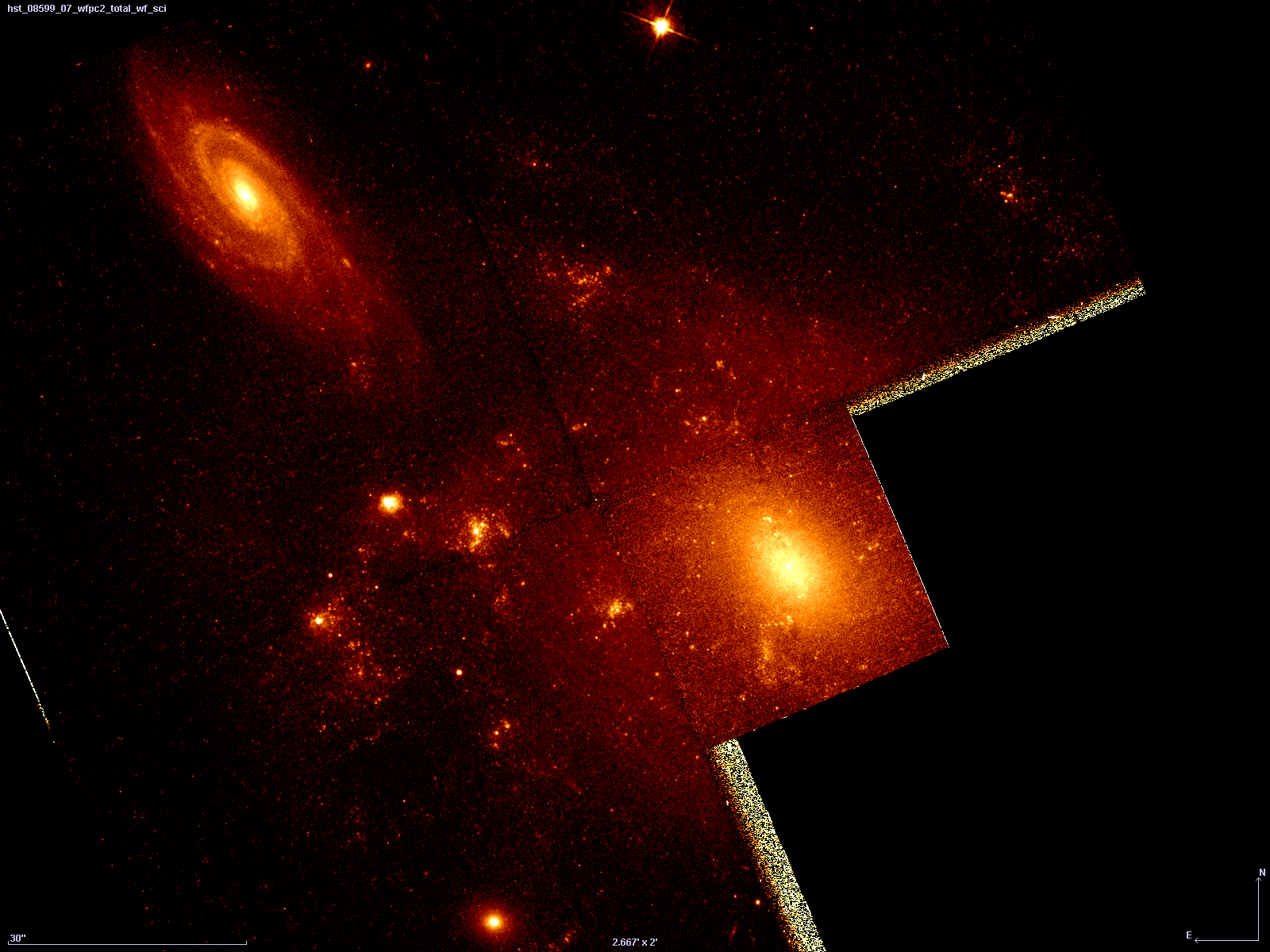
Aufnahme des Hubble-Weltraumteleskops: links oben UGC 807, in der Bildmitte: NGC 450